# Joe Dassin
Joseph Ira Dassin, francosko-ameriški pevec, * 5. november 1938, New York, † 20. avgust 1980, Papeete, Tahiti.
Dassin se je rodil judovskemu igralcu in režiserju črno-belih filmov Julesu Dassinu in Béatrice Launer. Odraščal je v New Yorku in Los Angelesu, ko pa je oče postal žrtev protikomunistične politike senatorja Josepha McCarthyja se je družina odselila v Evropo. Sprva se je izobraževal v Švici (Institut Le Rosey), nato pa se je vrnil v ZDA in maturiral na Univerzi v Michiganu. Po maturi je odpotoval v Francijo, kjer je delal na radijski postaji, okoliščine pa so ga privedle do snemanja samostojne plošče. Dassin je bil nadarjen poliglot in je svoje pesmi posnel v nemščini, španščini, italijanščini, grščini, francoščini in angleščini. Umrl je za srčnim infarktom med počitnicami na Tahitiju, domnevno zaradi prevelikega odmerka mamil. 

## Pesmi
- Les Champs-Élysées
- Bip-Bip
- Les Dalton
- L'été indien (v prevodu tudi »Africa«)
- Siffler sur la colline
- À toi
- Et si tu n'existais pas
- Si tu t'appelles mélancolie
- L'équipe a Jojo
- La ligne de ma vie
- Salut
- A vélo dans Paris
- A chacun sa chanson
- Ça va pas changer le Monde
- Fais la bise à ta maman
- La dernière page
- Sylvie
- Guantanamera
- Le moustique
- Le chemin de papa
- Le petit pain au chocolat